# Eixo intestino-cérebro
O eixo intestino-cérebro é a sinalização bioquímica bidirecional que ocorre entre o trato gastrointestinal (trato GI) e o sistema nervoso central (SNC). O termo "eixo microbiota-intestino-cérebro" realça o papel da microbiota intestinal nestas sinalização bioquímica. Em termos gerais, o eixo intestino-cérebro inclui o sistema nervoso central, o sistema neuroendócrino, os sistemas neuroimunes, o Eixo hipotálamo-pituitária-adrenal (eixo HPA), os braços simpático e parassimpático do sistema nervoso autónomo, o sistema nervoso entérico, o nervo vago e a microbiota intestinal.
As substâncias químicas libertadas pela microbioma intestinal podem influenciar o desenvolvimento do cérebro, desde o nascimento. Uma revisão de 2015 refere que o microbioma intestinal influencia o SNC ao "regular a química cerebral e influenciar os sistemas neuroendócrinos associados à resposta ao stress, à ansiedade e à função da memória". O intestino, por vezes chamado de "segundo cérebro", pode utilizar o mesmo tipo de rede neural que o SNC, sugerindo porque pode ter um papel na função cerebral e na saúde mental.
A comunicação bidirecional é feita pelo imunológico, endócrino, humorais e ligações neurais entre o trato gastrointestinal e o sistema nervoso central. Mais pesquisas sugerem que o microbioma intestinal influencia a função do cérebro libertando os seguintes químicos: citocinas, neurotransmissors, neuropeptídeos, quimiocinas, mensageiros endócrinos e metabolitos microbianos, tais como "ácidos gordos de cadeia curta, aminoácidos de cadeia ramificada e peptidoglicanos". Estes sinais químicos são depois transportados para o cérebro através do sangue, células neuropódicas, nervos, células endócrinas, onde impactam diferentes processos metabólicos. Estudos confirmaram que o microbioma intestinal contribui para uma série de funções cerebrais controladas pelo hipocampo, córtex pré-frontal e amígdala (responsáveis pelas emoções e motivação), atuando como um nó-chave no eixo comportamental intestino-cérebro.
Embora a Síndrome do intestino irritável (SII) seja a única doença confirmada como sendo diretamente influenciada pelo microbioma intestinal, muitos distúrbios (como ansiedade, autismo, depressão e esquizofrenia) também têm sido alegadamente associados ao eixo intestino-cérebro. De acordo com um estudo de 2017, "os probióticos têm a capacidade de restaurar o equilíbrio microbiano normal e, por isso, têm um papel potencial no tratamento e na prevenção da ansiedade e da depressão".
A primeira interação cérebro-intestino demonstrada foi a fase cefálica da digestão, na libertação de secreções gástricas e pancreáticas em resposta a sinais sensoriais, como o cheiro e a visão dos alimentos. Isto foi demonstrado pela primeira vez por Pavlov através de uma investigação vencedora do Prémio Nobel em 1904.
Em outubro de 2016, a maior parte do trabalho realizado sobre o papel da microbiota intestinal no eixo intestino-cérebro tinha sido conduzido em animais ou na caracterização dos diversos compostos neuroativos que a microbiota intestinal pode produzir. Os estudos com humanos – medindo as variações na microbiota intestinal entre pessoas com diversas condições psiquiátricas e neurológicas ou sob stress, ou medindo os efeitos de vários probióticos (denominados "psicobióticos" neste contexto) – eram geralmente pequenos e estavam apenas a começar a ser generalizados. Ainda não é claro se as alterações na microbiota intestinal são o resultado de uma doença, de uma causa de doença ou de ambos, em qualquer um dos possíveis ciclos de feedback no eixo intestino-cérebro.